# Alexander Sørloth
Alexander Sørloth (Trondheim, 5 dicembre 1995) è un calciatore norvegese, attaccante dell'Atlético Madrid e della nazionale norvegese.

## Biografia
È il figlio di Gøran Sørloth, ex calciatore professionista.

## Caratteristiche tecniche
Jan Halvorsen, al momento del suo trasferimento al Bodø/Glimt, lo ha descritto come un «ragazzo dotato di buon fisico e bravo a tenere la palla». Di piede mancino benché quando calcia usa bene anche il piede destro, in attacco segue bene l'azione di gioco, è forte fisicamente e abile nel colpire il pallone di testa per via della sua statura. Si distingue anche come uomo assist.

## Carriera

### Club

#### Rosenborg
Sørloth ha cominciato la carriera con la maglia del Rosenborg. Ha debuttato con questa maglia l'11 luglio 2013, nel corso di una sfida valida per il primo turno di qualificazione all'Europa League 2013-2014, subentrando a John Chibuike e trovando anche la rete nella vittoria per 7-2 sui Crusaders. Questa è stata l'unica presenza in squadra del giocatore in questa stagione.
Il 20 luglio 2014 ha esordito nell'Eliteserien, sostituendo Alexander Søderlund nella vittoria per 1-0 sul Sogndal. Il 13 ottobre successivo ha rinnovato il contratto che lo legava al Rosenborg fino al 2016. In questa seconda stagione ha totalizzato 9 presenze, tra campionato e coppe.

#### Bodø/Glimt
Il 19 dicembre 2014, il Bodø/Glimt ha comunicato sul proprio sito internet d'aver ingaggiato Sørloth con la formula del prestito annuale, valido a partire dal 1º gennaio 2015. Ha esordito in squadra il 6 aprile, subentrando a Morten Konradsen nella sconfitta per 3-1 sul campo del Sandefjord. Il 7 giugno ha segnato la prima rete nella massima divisione locale, nella sconfitta per 3-2 sul campo dello Stabæk. Il 9 agosto ha realizzato una quaterna contro lo Start, contribuendo alla vittoria per 5-1 della sua squadra. Ha chiuso la stagione con 29 presenze e 14 reti tra campionato e coppa.

#### Groningen
Il 6 novembre 2015 gli olandesi del Groningen hanno ufficializzato l'acquisto di Sørloth dal Rosenborg, con l'attaccante norvegese che ha firmato un contratto valido per quattro anni e mezzo a partire dal 1º gennaio 2016, data di riapertura del calciomercato locale. Ha esordito nell'Eredivisie il 17 gennaio, schierato titolare nella sconfitta interna per 1-4 contro l'Utrecht, gara in cui ha segnato il gol in favore del Groningen. Ha totalizzato 15 presenze e 2 reti in questa parte di stagione. Nei Paesi Bassi non riesce a imporsi segnando solo 6 reti in un anno e mezzo.

#### Midtjylland
Il 1º giugno 2017 è stato annunciato il suo passaggio ai danesi del Midtjylland, valido a partire dalla riapertura del calciomercato locale, all'inizio del mese successivo: il giocatore ha firmato un contratto quadriennale. In Danimarca ritorna a rendere realizzando 14 gol in appena 5 mesi.

#### Crystal Palace
Dopo avere Il 1º febbraio 2018 il Crystal Palace ha ufficializzato l'ingaggio di Sørloth, che si è legato al nuovo club fino al 30 giugno 2022. La sua esperienza al Palace è negativa con lui che in un anno e mezzo disputa 20 partite tra campionato e coppe, realizzando solo un gol in Coppa di Lega contro lo Swansea City.

#### Prestiti a Gent e Trabzonspor
L'8 gennaio 2019 viene ceduto in prestito al Gent. In 6 mesi realizza 4 gol tra campionato e play-off, non riuscendo a vincere il titolo di Belgio.
Terminato il prestito, viene nuovamente ceduto a titolo temporaneo, questa volta al Trabzonspor, e per due anni. In Turchia vive un'ottima annata mettendo a referto in 49 partite 33 reti e 11 assist, vincendo la Coppa di Turchia (con Sørloth che è stato autore di 7 gol in altrettante partite, andando a segno pure nella finale vinta contro l'Alanyaspor) e laureandosi capocannonieri del campionato con 24 gol. Oltretutto ha pure superato il record di Shota Arveladze (fermo a 29 gol), diventando così lo straniero più prolifico in una singola stagione nella storia del club.

#### Lipsia e prestito alla Real Sociedad
Le sue prestazioni in Turchia non sono passate inosservate, tanto che nonostante avesse ancora un anno da disputare in prestito al Trabzonspor, il 12 settembre 2020 lascia il club turco, e 10 giorni dopo si trasferisce al RB Lipsia a titolo definitivo. Il 2 dicembre 2020 realizza la sua prima rete in Champions League nel recupero della sfida in trasferta contro l'İstanbul Başakşehir, fissando il risultato sul 3-4 per i tedeschi; grazie anche a questa rete la settimana dopo il Lipsia passa agli ottavi a seguito del successo per 3-2 contro il Manchester Utd (in cui Sørloth non è sceso in campo).
Il 25 agosto 2021 viene ceduto in prestito alla Real Sociedad.
A fine prestito fa ritorno al Lipsia, con cui disputa una partita prima di essere nuovamente ceduto in prestito alla Real Sociedad il 29 agosto 2022. In questa stagione Sørloth raggiunge la doppia cifra realizzativa in campionato (quota 12) contribuendo al raggiungimento del 4º posto del club. Al contempo si è segnalato per essere andato a segno nel successo per 1-2 in casa del Barcellona, futuro vincitore del campionato, il 20 maggio 2023.

#### Villarreal
Il 25 luglio 2023 viene ceduto a titolo definitivo al Villarreal. Mette a segno il suo primo gol nella Liga il 17 settembre, nella vittoria 2-1 sull'Almería; sigla un gol anche nella vittoria in rimonta contro il Barcellona vincendo per 5-3, per poi mettere a segno una doppietta nella vittoria 3-0 sul Rayo Vallecano e nel 3-2 sul Siviglia. Successivamente mette a referto una tripletta nella vittoria per 5-1 contro il Granada. Il 19 maggio 2024, nella partita tra Villareal e Real Madrid, mette a segno una quaterna, che permette alla propria squadra di pareggiare in rimonta per 4-4. Sørloth termina il proprio campionato con 23 gol realizzati, il secondo miglior cannoniere dopo l'ucraino Dovbyk del Girona.

#### Atletico Madrid
Il 3 agosto 2024 si trasferisce a titolo definitivo all’Atlético Madrid, per una cifra complessiva di 35 milioni. Il 10 maggio 2025, a quasi una anno di distanza,  realizza nuovamente quattro reti in una partita di campionato ma in soli 30 minuti stabilendo un nuovo record in Liga. Poker che gli è valso anche il record della tripletta più veloce nella storia della Liga, realizzata in appena 3 minuti e 57 secondi. 

### Nazionale
Sørloth ha rappresentato la Norvegia a livello Under-16, Under-17, Under-18 e Under-19. Il 25 agosto è stato convocato dalla Norvegia under 21 in vista della sfida contro l'Inghilterra, valida per le qualificazioni al campionato europeo 2017: Sørloth è subentrato a Morten Thorsby nel corso del secondo tempo della partita, terminata con una sconfitta degli scandinavi per 0-1. L'8 ottobre successivo ha segnato la prima rete, nella vittoria per 2-1 sul Kazakistan.
Il 18 maggio 2016 è stato convocato per la prima volta in nazionale maggiore dal commissario tecnico Per-Mathias Høgmo, in vista delle sfide contro Portogallo, Islanda e Belgio. Il 29 maggio è quindi sceso in campo in sostituzione di Joshua King nella sfida contro la selezione portoghese.

## Statistiche

### Presenze e reti nei club
Statistiche aggiornate al 25 maggio 2025.
| Stagione             | Club                 | Campionato           | Campionato | Campionato | Coppe nazionali | Coppe nazionali | Coppe nazionali | Coppe continentali | Coppe continentali | Coppe continentali | Supercoppe | Supercoppe | Supercoppe | Totale | Totale |
| Stagione             | Club                 | Comp                 | Pres       | Reti       | Comp            | Pres            | Reti            | Comp               | Pres               | Reti               | Comp       | Pres       | Reti       | Pres   | Reti   |
| -------------------- | -------------------- | -------------------- | ---------- | ---------- | --------------- | --------------- | --------------- | ------------------ | ------------------ | ------------------ | ---------- | ---------- | ---------- | ------ | ------ |
| 2011                 | Rosenborg 3          | 3D                   | 7          | 1          |                 | -               | -               |                    | -                  | -                  | -          | -          | -          | 7      | 1      |
| 2012                 | Rosenborg 2          | 2D                   | 36         | 14         |                 | -               | -               |                    | -                  | -                  | -          | -          | -          | 36     | 14     |
| 2013                 | Rosenborg            | ES                   | 0          | 0          | CN              | 0               | 0               | UEL                | 1                  | 1                  | -          | -          | -          | 1      | 1      |
| 2014                 | Rosenborg            | ES                   | 18         | 4          | CN              | 0               | 0               | UEL                | 3                  | 0                  | -          | -          | -          | 21     | 4      |
| Totale Rosenborg     | Totale Rosenborg     | Totale Rosenborg     | 18         | 4          |                 | 0               | 0               |                    | 4                  | 1                  |            | 0          | 0          | 22     | 5      |
| 2015                 | Bodø/Glimt           | ES                   | 28         | 18         | CN              | 3               | 1               | -                  | -                  | -                  | -          | -          | -          | 31     | 19     |
| 2016-2017            | Groningen            | ED                   | 27         | 3          | CO              | 1               | 1               | -                  | -                  | -                  | -          | -          | -          | 28     | 4      |
| 2017-2018            | Midtjylland          | SL                   | 36         | 12         | CD              | 1               | 1               | UEL                | 6                  | 4                  | -          | -          | -          | 43     | 17     |
| 2018-gen.2019        | Crystal Palace       | PL                   | 16         | 0          | FACup+CdL       | 1+3             | 0+1             | -                  | -                  | -                  | -          | -          | -          | 20     | 1      |
| gen.-giu. 2019       | Gent                 | PL                   | 19         | 4          | CB              | 3               | 1               | -                  | -                  | -                  | -          | -          | -          | 22     | 5      |
| 2019-2020            | Trabzonspor          | SL                   | 34         | 24         | TK              | 7               | 7               | UEL                | 8                  | 2                  | -          | -          | -          | 49     | 33     |
| 2020-2021            | RB Lipsia            | BL                   | 30         | 5          | CG              | 4               | 0               | UCL                | 4                  | 1                  | -          | -          | -          | 38     | 6      |
| 2021-2022            | Real Sociedad        | PD                   | 33         | 14         | CR              | 4               | 2               | UEL                | 7                  | 2                  | -          | -          | -          | 44     | 18     |
| 2022-2023            | Real Sociedad        | PD                   | 34         | 12         | CR              | 5               | 2               | UEL                | 7                  | 2                  | -          | -          | -          | 46     | 16     |
| Totale Real Sociedad | Totale Real Sociedad | Totale Real Sociedad | 67         | 26         |                 | 9               | 4               |                    | 14                 | 4                  |            | -          | -          | 90     | 34     |
| 2023-2024            | Villarreal           | PD                   | 34         | 23         | CR              | 1               | 0               | UEL                | 6                  | 3                  | -          | -          | -          | 41     | 26     |
| 2024-2025            | Atlético Madrid      | PD                   | 35         | 20         | CR              | 7               | 4               | UCL                | 8                  | 0                  | Cmc        | 0          | 0          | 50     | 24     |
| Totale carriera      | Totale carriera      | Totale carriera      | 387        | 164        |                 | 40              | 20              |                    | 50                 | 15                 |            | 0          | 0          | 477    | 199    |

### Cronologia presenze e reti in nazionale
| Cronologia completa delle presenze e delle reti in nazionale ― Norvegia | Cronologia completa delle presenze e delle reti in nazionale ― Norvegia | Cronologia completa delle presenze e delle reti in nazionale ― Norvegia | Cronologia completa delle presenze e delle reti in nazionale ― Norvegia | Cronologia completa delle presenze e delle reti in nazionale ― Norvegia | Cronologia completa delle presenze e delle reti in nazionale ― Norvegia | Cronologia completa delle presenze e delle reti in nazionale ― Norvegia | Cronologia completa delle presenze e delle reti in nazionale ― Norvegia |
| Data                                                                    | Città                                                                   | In casa                                                                 | Risultato                                                               | Ospiti                                                                  | Competizione                                                            | Reti                                                                    | Note                                                                    |
| ----------------------------------------------------------------------- | ----------------------------------------------------------------------- | ----------------------------------------------------------------------- | ----------------------------------------------------------------------- | ----------------------------------------------------------------------- | ----------------------------------------------------------------------- | ----------------------------------------------------------------------- | ----------------------------------------------------------------------- |
| 29-5-2016                                                               | Porto                                                                   | Portogallo                                                              | 3 – 0                                                                   | Norvegia                                                                | Amichevole                                                              | -                                                                       | 86’                                                                     |
| 1-6-2016                                                                | Oslo                                                                    | Norvegia                                                                | 3 – 2                                                                   | Islanda                                                                 | Amichevole                                                              | 1                                                                       | 63’                                                                     |
| 5-6-2016                                                                | Bruxelles                                                               | Belgio                                                                  | 3 – 2                                                                   | Norvegia                                                                | Amichevole                                                              | -                                                                       | 81’                                                                     |
| 31-8-2016                                                               | Oslo                                                                    | Norvegia                                                                | 0 – 1                                                                   | Bielorussia                                                             | Amichevole                                                              | -                                                                       | 46’                                                                     |
| 4-9-2016                                                                | Oslo                                                                    | Norvegia                                                                | 0 – 3                                                                   | Germania                                                                | Qual. Mondiali 2018                                                     | -                                                                       | 72’                                                                     |
| 8-10-2016                                                               | Baku                                                                    | Azerbaigian                                                             | 1 – 0                                                                   | Norvegia                                                                | Qual. Mondiali 2018                                                     | -                                                                       | 61’ 90+3’                                                               |
| 11-10-2016                                                              | Oslo                                                                    | Norvegia                                                                | 4 – 1                                                                   | San Marino                                                              | Qual. Mondiali 2018                                                     | -                                                                       | 75’                                                                     |
| 1-9-2017                                                                | Oslo                                                                    | Norvegia                                                                | 2 – 0                                                                   | Azerbaigian                                                             | Qual. Mondiali 2018                                                     | -                                                                       | 73’                                                                     |
| 5-10-2017                                                               | Serravalle                                                              | San Marino                                                              | 0 – 8                                                                   | Norvegia                                                                | Qual. Mondiali 2018                                                     | -                                                                       |                                                                         |
| 8-10-2017                                                               | Oslo                                                                    | Norvegia                                                                | 1 – 0                                                                   | Irlanda del Nord                                                        | Qual. Mondiali 2018                                                     | -                                                                       |                                                                         |
| 11-11-2017                                                              | Skopje                                                                  | Macedonia                                                               | 2 – 0                                                                   | Norvegia                                                                | Amichevole                                                              | -                                                                       | 46’                                                                     |
| 14-11-2017                                                              | Trnava                                                                  | Slovacchia                                                              | 1 – 0                                                                   | Norvegia                                                                | Amichevole                                                              | -                                                                       |                                                                         |
| 2-6-2018                                                                | Reykjavík                                                               | Islanda                                                                 | 2 – 3                                                                   | Norvegia                                                                | Amichevole                                                              | 1                                                                       | 73’                                                                     |
| 6-6-2018                                                                | Oslo                                                                    | Norvegia                                                                | 1 – 0                                                                   | Panama                                                                  | Amichevole                                                              | -                                                                       | 60’                                                                     |
| 9-9-2018                                                                | Sofia                                                                   | Bulgaria                                                                | 1 – 0                                                                   | Norvegia                                                                | UEFA Nations League 2018-2019 - 1º turno                                | -                                                                       | 46’                                                                     |
| 16-11-2018                                                              | Lubiana                                                                 | Slovenia                                                                | 1 – 1                                                                   | Norvegia                                                                | UEFA Nations League 2018-2019 - 1º turno                                | -                                                                       | 75’                                                                     |
| 19-11-2018                                                              | Nicosia                                                                 | Cipro                                                                   | 0 – 2                                                                   | Norvegia                                                                | UEFA Nations League 2018-2019 - 1º turno                                | -                                                                       | 71’                                                                     |
| 26-3-2019                                                               | Oslo                                                                    | Norvegia                                                                | 3 – 3                                                                   | Svezia                                                                  | Qual. Euro 2020                                                         | -                                                                       | 87’                                                                     |
| 12-10-2019                                                              | Oslo                                                                    | Norvegia                                                                | 1 – 1                                                                   | Spagna                                                                  | Qual. Euro 2020                                                         | -                                                                       | 63’                                                                     |
| 15-10-2019                                                              | Bucarest                                                                | Romania                                                                 | 1 – 1                                                                   | Norvegia                                                                | Qual. Euro 2020                                                         | 1                                                                       | 46’                                                                     |
| 15-11-2019                                                              | Oslo                                                                    | Norvegia                                                                | 4 – 0                                                                   | Fær Øer                                                                 | Qual. Euro 2020                                                         | 2                                                                       |                                                                         |
| 18-11-2019                                                              | Ta' Qali                                                                | Malta                                                                   | 1 – 2                                                                   | Norvegia                                                                | Qual. Euro 2020                                                         | 1                                                                       |                                                                         |
| 4-9-2020                                                                | Oslo                                                                    | Norvegia                                                                | 1 – 2                                                                   | Austria                                                                 | UEFA Nations League 2020-2021 - 1º turno                                | -                                                                       | 64’ 78’                                                                 |
| 7-9-2020                                                                | Belfast                                                                 | Irlanda del Nord                                                        | 1 – 5                                                                   | Norvegia                                                                | UEFA Nations League 2020-2021 - 1º turno                                | 2                                                                       |                                                                         |
| 8-10-2020                                                               | Oslo                                                                    | Norvegia                                                                | 1 – 2 dts                                                               | Serbia                                                                  | Qual. Euro 2020                                                         | -                                                                       |                                                                         |
| 11-10-2020                                                              | Oslo                                                                    | Norvegia                                                                | 4 – 0                                                                   | Romania                                                                 | UEFA Nations League 2020-2021 - 1º turno                                | 1                                                                       |                                                                         |
| 14-10-2020                                                              | Oslo                                                                    | Norvegia                                                                | 1 – 0                                                                   | Irlanda del Nord                                                        | UEFA Nations League 2020-2021 - 1º turno                                | -                                                                       | 65’                                                                     |
| 24-3-2021                                                               | Gibilterra                                                              | Gibilterra                                                              | 0 – 3                                                                   | Norvegia                                                                | Qual. Mondiali 2022                                                     | 1                                                                       |                                                                         |
| 27-3-2021                                                               | Malaga                                                                  | Norvegia                                                                | 0 – 3                                                                   | Turchia                                                                 | Qual. Mondiali 2022                                                     | -                                                                       | 67’                                                                     |
| 30-3-2021                                                               | Podgorica                                                               | Montenegro                                                              | 0 – 1                                                                   | Norvegia                                                                | Qual. Mondiali 2022                                                     | 1                                                                       | 81’                                                                     |
| 2-6-2021                                                                | Malaga                                                                  | Norvegia                                                                | 1 – 0                                                                   | Lussemburgo                                                             | Amichevole                                                              | -                                                                       | 85’                                                                     |
| 6-6-2021                                                                | Malaga                                                                  | Norvegia                                                                | 1 – 2                                                                   | Grecia                                                                  | Amichevole                                                              | -                                                                       | 46’                                                                     |
| 4-9-2021                                                                | Riga                                                                    | Lettonia                                                                | 0 – 2                                                                   | Norvegia                                                                | Qual. Mondiali 2022                                                     | -                                                                       | 60’                                                                     |
| 7-9-2021                                                                | Oslo                                                                    | Norvegia                                                                | 5 – 1                                                                   | Gibilterra                                                              | Qual. Mondiali 2022                                                     | 1                                                                       | 63’                                                                     |
| 13-11-2021                                                              | Oslo                                                                    | Norvegia                                                                | 0 – 0                                                                   | Lettonia                                                                | Qual. Mondiali 2022                                                     | -                                                                       |                                                                         |
| 16-11-2021                                                              | Rotterdam                                                               | Paesi Bassi                                                             | 2 – 0                                                                   | Norvegia                                                                | Qual. Mondiali 2022                                                     | -                                                                       | 43’                                                                     |
| 25-3-2022                                                               | Oslo                                                                    | Norvegia                                                                | 2 – 0                                                                   | Slovacchia                                                              | Amichevole                                                              | -                                                                       | 72’                                                                     |
| 29-3-2022                                                               | Oslo                                                                    | Norvegia                                                                | 9 – 0                                                                   | Armenia                                                                 | Amichevole                                                              | 1                                                                       | 46’                                                                     |
| 2-6-2022                                                                | Belgrado                                                                | Serbia                                                                  | 0 – 1                                                                   | Norvegia                                                                | UEFA Nations League 2022-2023 - 1º turno                                | -                                                                       | 46’                                                                     |
| 5-6-2022                                                                | Solna                                                                   | Svezia                                                                  | 1 – 2                                                                   | Norvegia                                                                | UEFA Nations League 2022-2023 - 1º turno                                | -                                                                       |                                                                         |
| 9-6-2022                                                                | Oslo                                                                    | Norvegia                                                                | 0 – 0                                                                   | Slovenia                                                                | UEFA Nations League 2022-2023 - 1º turno                                | -                                                                       | 46’                                                                     |
| 12-6-2022                                                               | Oslo                                                                    | Norvegia                                                                | 3 – 2                                                                   | Svezia                                                                  | UEFA Nations League 2022-2023 - 1º turno                                | 1                                                                       |                                                                         |
| 24-9-2022                                                               | Lubiana                                                                 | Slovenia                                                                | 2 – 1                                                                   | Norvegia                                                                | UEFA Nations League 2022-2023 - 1º turno                                | -                                                                       | 62’                                                                     |
| 27-9-2022                                                               | Oslo                                                                    | Norvegia                                                                | 0 – 2                                                                   | Serbia                                                                  | UEFA Nations League 2022-2023 - 1º turno                                | -                                                                       |                                                                         |
| 20-11-2022                                                              | Oslo                                                                    | Norvegia                                                                | 1 – 1                                                                   | Finlandia                                                               | Amichevole                                                              | 1                                                                       |                                                                         |
| 25-3-2023                                                               | Malaga                                                                  | Spagna                                                                  | 3 – 0                                                                   | Norvegia                                                                | Qual. Euro 2024                                                         | -                                                                       | 52’ 87’                                                                 |
| 28-3-2023                                                               | Batumi                                                                  | Georgia                                                                 | 1 – 1                                                                   | Norvegia                                                                | Qual. Euro 2024                                                         | 1                                                                       |                                                                         |
| 17-6-2023                                                               | Oslo                                                                    | Norvegia                                                                | 1 – 2                                                                   | Scozia                                                                  | Qual. Euro 2024                                                         | -                                                                       | 79’                                                                     |
| 20-6-2023                                                               | Oslo                                                                    | Norvegia                                                                | 3 – 1                                                                   | Cipro                                                                   | Qual. Euro 2024                                                         | -                                                                       |                                                                         |
| 12-10-2023                                                              | Larnaca                                                                 | Cipro                                                                   | 0 – 4                                                                   | Norvegia                                                                | Qual. Euro 2024                                                         | 1                                                                       | 64’                                                                     |
| 15-10-2023                                                              | Oslo                                                                    | Norvegia                                                                | 0 – 1                                                                   | Spagna                                                                  | Qual. Euro 2024                                                         | -                                                                       | 58’                                                                     |
| 22-3-2024                                                               | Oslo                                                                    | Norvegia                                                                | 1 – 2                                                                   | Rep. Ceca                                                               | Amichevole                                                              | -                                                                       | 29’                                                                     |
| 26-3-2024                                                               | Oslo                                                                    | Norvegia                                                                | 1 – 1                                                                   | Slovacchia                                                              | Amichevole                                                              | 1                                                                       |                                                                         |
| 6-9-2024                                                                | Almaty                                                                  | Kazakistan                                                              | 0 – 0                                                                   | Norvegia                                                                | UEFA Nations League 2024-2025 - 1º turno                                | -                                                                       | 70’                                                                     |
| 9-9-2024                                                                | Oslo                                                                    | Norvegia                                                                | 2 – 1                                                                   | Austria                                                                 | UEFA Nations League 2024-2025 - 1º turno                                | -                                                                       | 90+6’                                                                   |
| 10-10-2024                                                              | Oslo                                                                    | Norvegia                                                                | 3 – 0                                                                   | Slovenia                                                                | UEFA Nations League 2024-2025 - 1º turno                                | 1                                                                       | 76’                                                                     |
| 13-10-2024                                                              | Linz                                                                    | Austria                                                                 | 5 – 1                                                                   | Norvegia                                                                | UEFA Nations League 2024-2025 - 1º turno                                | 1                                                                       | 84’                                                                     |
| 14-11-2024                                                              | Lubiana                                                                 | Slovenia                                                                | 1 – 4                                                                   | Norvegia                                                                | UEFA Nations League 2024-2025 - 1º turno                                | -                                                                       |                                                                         |
| 17-11-2024                                                              | Oslo                                                                    | Norvegia                                                                | 5 – 0                                                                   | Kazakistan                                                              | UEFA Nations League 2024-2025 - 1º turno                                | 1                                                                       | 62’                                                                     |
| 22-3-2025                                                               | Chișinău                                                                | Moldavia                                                                | 0 – 5                                                                   | Norvegia                                                                | Qual. Mondiali 2026                                                     | 1                                                                       | 63’                                                                     |
| 25-3-2025                                                               | Debrecen                                                                | Israele                                                                 | 2 – 4                                                                   | Norvegia                                                                | Qual. Mondiali 2026                                                     | 1                                                                       | 72’ 74’                                                                 |
| 6-6-2025                                                                | Oslo                                                                    | Norvegia                                                                | 3 – 0                                                                   | Italia                                                                  | Qual. Mondiali 2026                                                     | 1                                                                       | 83’                                                                     |
| 9-6-2025                                                                | Tallinn                                                                 | Estonia                                                                 | 0 – 1                                                                   | Norvegia                                                                | Qual. Mondiali 2026                                                     | -                                                                       | 82’                                                                     |
| Totale                                                                  |                                                                         | Presenze                                                                | 63                                                                      |                                                                         | Reti (5º posto)                                                         | 24                                                                      |                                                                         |

## Palmarès

### Club
- Coppa di Turchia: 1

Trabzonspor: 2019-2020

### Individuale
- Capocannoniere della Süper Lig: 1

2019-2020 (24 gol)